# Emilia Wojtyła

Emilia Anna Wojtyła, rođ. Kaczorowska (Kraków, 26. ožujka 1884. – Wadowice, 13. travnja 1929.), poljska službenica Božja, majka pape Ivana Pavla II.

## Životopis
Potječe iz obitelji obrtnika, postolara i sedlara, kći Feliksa Kaczorowskog i Marije Scholz. Imala je osmero braće i sestara. Rođena je 26. ožujka 1884. u Krakówu, a krštena je u crkvi sv. Nikole. Prema nekim izvorima, pohađala je školu Kćeri Božje ljubavi, ali školska arhivska građa iz toga vremena nije sačuvana. U dobi od trinaest godina umrla joj je majka.
Godine 1905. Emilia je upoznala dočasnika Karola Wojtyłu. Vjenčali su se 10. veljače 1906. u crkvi sv. Petra i Pavla u Krakówu, koja je Emiliji bila župna, a Karolu garnizonska crkva. U braku su imali troje djece: Edmunda (rođena 1906.), Olgu, koja je umrla nedugo nakon rođenja i krštenja (1916.), i Karola (rođenog 1920.), budućeg papu. Obitelj Wojtyła živjela je u Krowodrzi. Godine 1913. obitelj se preselila u Wadowice, gdje je Karol preuzeo posao u Državnoj komisiji za pridodavanje.  
Kad je u jesen 1919. Emilia treći put zatrudnjela, liječnici su zaključili da je trudnoća prijetnja njezinu životu. Ipak, 18. svibnja 1920. rodio se zdrav sin Karol, no majka se, kako su liječnici predviđali, nije oporavila nakon poroda. Osjećala se sve lošije i bolest je napredovala. Godine 1924. suprug Karol postao je poručnik, a nakon tri godine, zbog suprugine napredujuće bolesti, umirovljen je. U svibnju 1929. sin Karol trebao je primiti svoju prvu svetu pričest. Međutim, Emilijino zdravstveno stanje znatno se pogoršalo te je umrla 13. travnja 1929., nakon što je primila posljednje sakramente (bolesničko pomazanje, popudbinu) u nazočnosti supruga koji je bdio uz njezin krevet. Misa zadušnica slavljena je 16. travnja u crkvi u Wadowicama, a 17. travnja 1929. pokopana je na groblju Rakowice u Krakówu.

## Vanjske poveznice
|  | Zajednički poslužitelj ima još gradiva o temi Emilia i Karol Wojtyła |